# Mola tecta
Pour les articles homonymes, voir Mola.
Espèce
Mola tecta, communément appelé le Poisson-lune trompeur[réf. nécessaire], est une espèce de poissons-lunes de la famille des Molidae et qui est étroitement liée à l'espèce plus connue môle (Mola mola). Découverte sur une plage proche de Christchurch, Nouvelle-Zélande, en 2014, c'est la première nouvelle espèce de poissons-lunes découverte en 130 ans.

## Systématique
L'espèce Mola tecta a été décrite en 2017 par Marianne Nyegaard (d), Etsuro Sawai (d), Neil John Gemmell (d), Joanne Gillum (d), Neil R. Loneragan (d),
Yamanoue (d) et Andrew L. Stewart (d),.

## Description

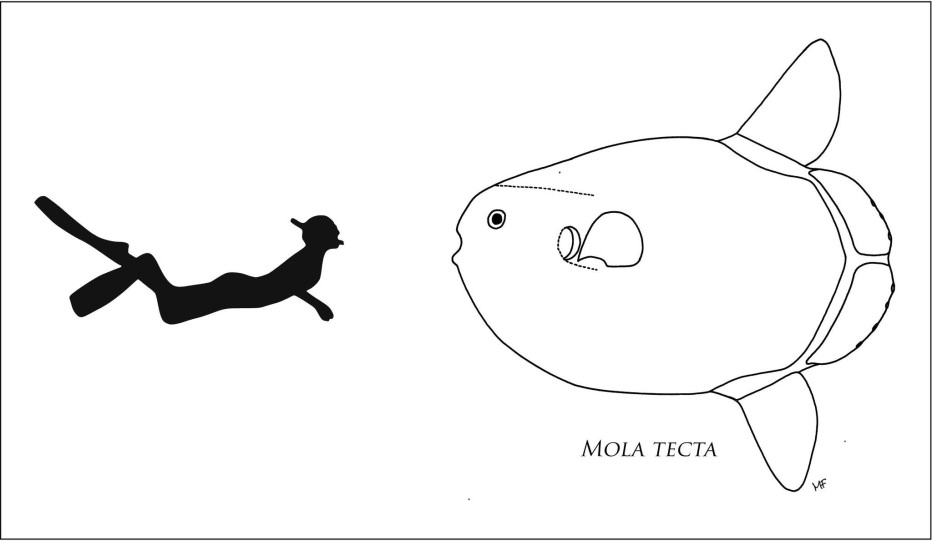
Taille comparée de Mola mola et d'un être humain.

Du même genre que le poisson-lune ou môle (Mola mola), Mola tecta est plus mince, a une forme adulte plus lisse et n'a pas de grain protubérant et de bosses sur la nageoire caudale comparativement aux autres espèces du genre Mola. En revanche, il est plus large et peut atteindre une longueur de 3 m et peser jusqu'à 2 tonnes. Toutefois FishBase donne pour longueur maximale 2,42 m, sans préciser la masse totale. 

## Distribution
Découvert sur une plage proche de Christchurch en Nouvelle-Zélande en 2014, le poisson-lune trompeur est la première nouvelle espèce de poisson-lune à être identifié en 130 ans. On pense qu'il vit principalement dans l'hémisphère sud et on l'a retrouvé dans les eaux autour de la Nouvelle-Zélande, de l'Australie, de l'Afrique du Sud et du Chili,,. Il y a cependant deux cas recensés où il a été trouvé dans l'hémisphère nord : un (que l'on pensait être un Mola mola) en Ameland aux Pays-Bas en 1889 et un spécimen de 7 pieds de long (2.1m) échoué proche de Santa Barbara, Californie en 2019,,.

## Alimentation
Cette espèce se nourrit de salpes.

## Étymologie
Son épithète spécifique, du latin tecta, « caché », fait référence au fait que cette espèce a échappé à toute découverte scientifique durant près de 300 ans.

## Publication originale
- (en) Marianne Nyegaard, Etsuro Sawai, Neil Gemmell, Joanne Gillum, Neil R. Loneragan, Yusuke Yamanoue et Andrew L. Stewart, « Hiding in broad daylight: molecular and morphological data reveal a new ocean sunfish species (Tetraodontiformes: Molidae) that has eluded recognition », Zoological Journal of the Linnean Society, Linnean Society of London et OUP, vol. 182, no 3,‎ 19 juillet 2017, p. 631-658 (ISSN 1096-3642 et 0024-4082, OCLC 01799617, DOI 10.1093/ZOOLINNEAN/ZLX040, lire en ligne).